# Maria Kühn
Maria Kühn, po mężu Kreß (ur. 14 lutego 1982 w Dreźnie) – niemiecka koszykarka na wózkach 1. klasy. Koszykówkę na wózkach uprawia od 2006. Grała na pozycji rzucającego obrońcy w klubie Mainhatten Skywheelers Frankfurt rywalizującym w rozgrywkach niemieckiej ekstraklasy oraz w reprezentacji kraju, z którą dwukrotnie została mistrzynią Europy, zajęła drugie miejsce na mistrzostwach świata w 2010 i wygrała igrzyska paraolimpijskie w 2012. Za zdobycie złotego medalu paraolimpijskiego, prezydent Joachim Gauck uhonorował kadrę (w tym też Marię Kühn) najwyższą nagrodą sportową w Niemczech – Silbernes Lorbeerblatt. Znana pod pseudonimem Ria.

## Życie prywatne
Kühn urodziła się 14 lutego 1982 w Dreźnie. W wieku 20 lat, po ukończeniu szkoły średniej, pracowała jako au pair w Stanach Zjednoczonych. Podczas jazdy konnej w Monument Valley nieszczęśliwie upadła i została sparaliżowana od piątego kręgu piersiowego w dół.
Uzyskała dyplom z zarządzania na Duale Hochschule Baden-Württemberg (DHBW) w Stuttgarcie. Od 2011 do 2013 pracowała w dziale kadr w Gesellschaft für Technische Überwachung (GTÜ), natomiast w 2013 została zatrudniona na tym samym stanowisku w banku ING-DiBa.
Oprócz języka niemieckiego zna także angielski i francuski. Jest mężatką, ma córkę.

## Koszykówka na wózkach
Kühn jest koszykarką na wózkach pierwszej klasy. Przed wypadkiem żyła aktywnie – pływała, jeździła na rowerze i biegała. Po zdarzeniu zaczęła uprawiać taniec integracyjny, ale później zmieniła dyscyplinę na koszykówkę na wózkach, mimo że nigdy nie interesowały jej sporty z użyciem piłki. Przeprowadziła się do Ludwigsburga i rozpoczęła grę w SV Reha Augsburg w 2009. W sezonie 2011/2012 trafiła do Mainhatten Skywheelers Frankfurt. Od 2009 jej trenerką jest Brigit Meitner.
W sezonie 2010/2011 zajęła z klubem ostatnie, 10. miejsce w lidze.
Kühn dołączyła do kadry narodowej w 2009, gdy przebywała w Stuttgarcie. 11 lipca 2009 na obchodach Międzynarodowego Dnia Paraolimpijskiego w Berlinie, zespół pojawił się przy Bramie Brandenburskiej przed 58 000 widzów. Kühn zaprezentowała wtedy swoje umiejętności prezydentowi Horstowi Köhlerowi. Drużyna wygrała Mistrzostwa Europy 2009 rozgrywane w angielskim Stoke Mandeville oraz zajęła drugie miejsce na mistrzostwach świata w Birmingham rok później. W 2011 ponownie wygrali mistrzostwa Europy, które tym razem odbywały się w izraelskim Nazarecie.
W sezonie 2011/2012 Kühn zajęła z klubem 5. miejsce w lidze.
W czerwcu 2012 ogłoszono, że Kühn została powołana na Letnie Igrzyska Paraolimpijskie 2012. W meczu finałowym Niemki zagrały z reprezentacją Australii, którą kilka miesięcy wcześniej pokonały w Sydney 48:46. W finale wygrały z Australijkami 58:44 przy dwunastotysięcznej publiczności zgromadzonej w North Greenwich Arena, co dało im złoty medal. Było to pierwsze złoto paraolimpijskie Niemiec w koszykówce na wózkach od 1984. Członkinie zespołu w listopadzie 2012 zostały uhonorowane najważniejszą sportową nagrodą w Niemczech, Silbernes Lorbeerblatt, przez prezydenta Joachima Gaucka oraz zostały uznane za drużynę roku 2012.
W sezonie 2012/2013 Kühn zajęła z klubem 4. miejsce w lidze.
W 2013 była w składzie reprezentacji na mistrzostwa Europy we Frankfurcie, na których Niemki zdobyły srebrny medal po porażce w finale z Holenderkami 56:57.
W sezonie 2013/2014 wraz z klubem zajęła 6. miejsce w lidze.
Sezon 2014/2015 zakończyła wraz z klubem na 6. pozycji w lidze.
We wrześniu 2015 zawiesiła karierę.

## Osiągnięcia

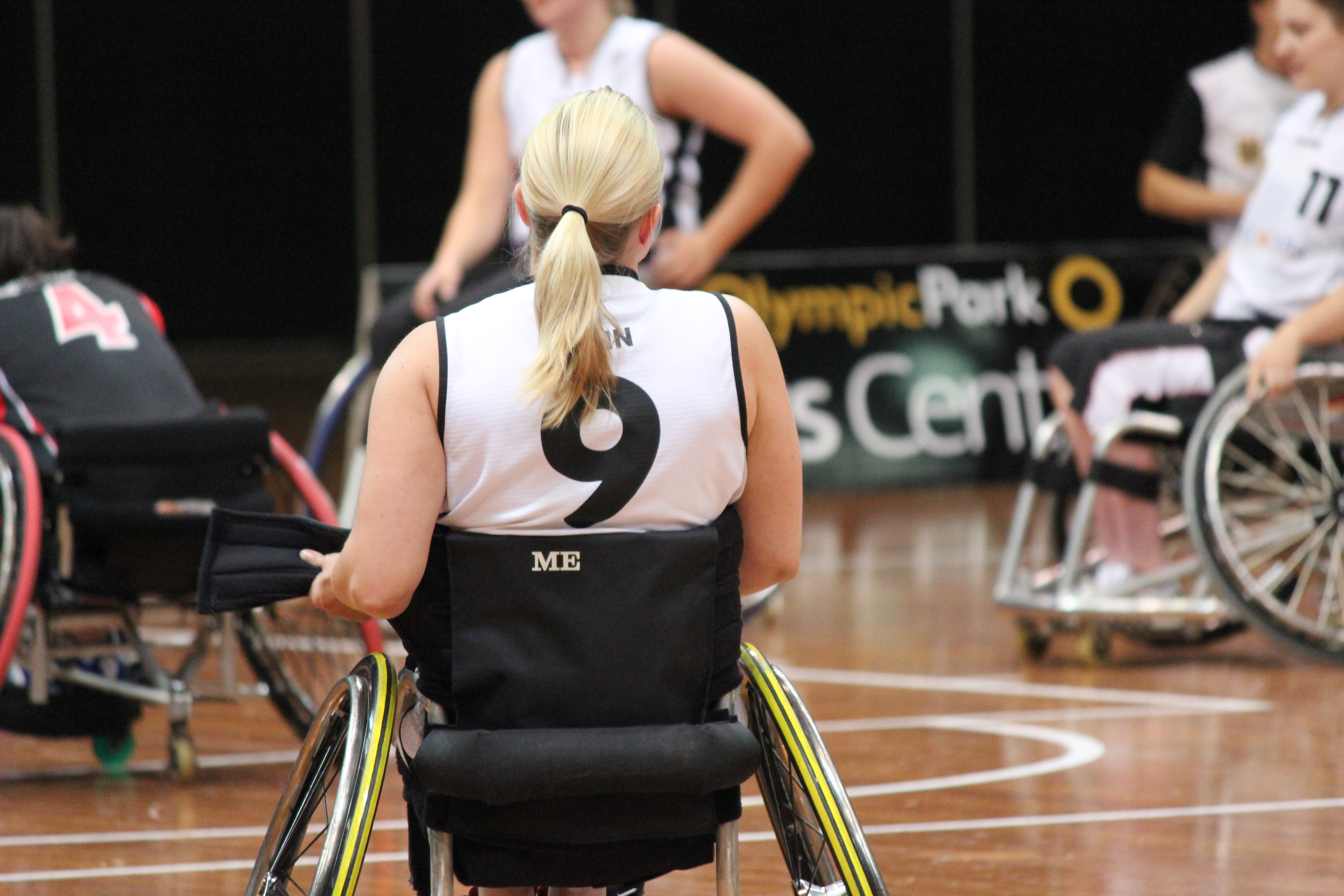
Maria Kühn w Sydney (lipiec 2012)

- 2009: 1. miejsce na Mistrzostwach Europy (Stoke Mandeville,  Anglia)[18]
- 2010: 2. miejsce na Mistrzostwach Świata (Birmingham,  Anglia)[18]
- 2011: 1. miejsce na Mistrzostwach Europy (Nazaret,  Izrael)[19]
- 2012: 1. miejsce na Igrzyskach Paraolimpijskich (Londyn,  Anglia)[21][23]
- 2013: 2. miejsce na Mistrzostwach Europy (Frankfurt,  Niemcy)[31]

## Nagrody i wyróżnienia
- 2011: Niepełnosprawny sportowiec roku[35] (reprezentacja Niemiec)
- 2012: Drużyna Roku[24] (reprezentacja Niemiec)
- 2012: Silbernes Lorbeerblatt[26] (reprezentacja Niemiec)